# ワン・フェイフェイ
ワン・フェイフェイ（中: 王 霏霏、英: Wang Fei-fei、朝: 왕 페이페이、1987年4月27日 - ）は、中国海南省海口市出身の歌手。2017年に解散した韓国のガールズグループmiss Aの元メンバー。

## 人物
- 1987年4月27日、中国・海南省海口市出身。ソウル総合芸術実用学校（朝鮮語版）に入学したが、2010年7月に朝鮮日報の取材を受けた際、同校を休学中であることを明かしている[1]。
- miss Aの中で一番料理が上手いとされる。特にキムチチャーハン、カルビチム、キムチ鍋[2]。
- 2018年をもってJYPエンターテインメントを退社し、2019年から华谊聚星文化に所属。[3]

## 音楽作品

### 個人作品
| #   | タイトル                                                                             | 曲目                                                             |
| --- | ------------------------------------------------------------------------------------ | ---------------------------------------------------------------- |
| 1st | 《Fantasy》 - 発売日：2016年7月21日 2016年8月12日（中国語版） - 言語：朝鮮語、中国語 | 曲目 1. Sweet Sexy Fei 2. 괜찮아 괜찮아 Fantasy 3. One More Kiss |

## 出演

### ミュージックビデオ
- 2009年 「My Color」2PM (韓国音楽グループ) 3rd デジタルシングル
- 2010年 「Love Again」miss A 1st フルアルバム
- 2011年 「あなたと同じよう」ホ・ガク双子の兄『ホ・ゴン』のデジタルシングル - ヒロイン[4]

### ドラマ
- 2011年 KBS2「ドリームハイ」
- 2012年 KBS2「ドリームハイ2」
- 2014年 SBS「誘惑」

### バラエティ番組
- 2009年 CCTV「同じ曲」
- 2010年 SBS「星の王」
- 2013年 Mnet「料理長 - 韓国有名人バージョン」
- 2013年 MBC「ダンシングウィズザスターズ」